# Плотников, Павел Михайлович
Павел Михайлович Плотников (26 августа 1917, хутор Арсенов, Курская губерния — 26 июня 2015, Москва) — советский военачальник, генерал-лейтенант, участник Великой Отечественной войны, во время которой был командиром 1260-го стрелкового полка 380-й стрелковой дивизии 49-й армии 2-го Белорусского фронта, Герой Советского Союза (1945).

## Биография

### Ранние годы
Родился в семье крестьянина. Русский.
В 1932—1936 годах работал счетоводом Большенизовцевского сельсовета (Рыльский район). В 1939 году окончил Рыльское педагогическое училище. В июне-октябре 1939 года работал учителем физики и математики в школе в деревне Сомово (ныне Троснянского района Орловской области).

### Военная служба
В РККА с ноября 1939 года. Окончил Воронежское военное училище связи летом 1941 года.

### Великая Отечественная война
C началом войны лейтенант Павел Плотников был направлен в Сибирский военный округ начальником штаба моторизованного батальона связи и помощником начальника штаба стрелкового полка.
В действующей армии с февраля 1942 года, в составе 380-й стрелковой дивизии 22-я армии Калининского фронта в феврале-мае 1942 года — помощник начальника штаба 1262-го стрелкового полка по связи, в мае-декабре 1942 года — командир 833-го отдельного батальона (с сентября 1942 — 441-й отдельной роты) связи. Участвовал в Ржевско-Вяземской и Демянской операциях, оборонительных боях на мценском направлении.
В декабре 1942 года 380 СД перебрасывают на Западный фронт, а Плотникова назначают начальником оперативного отделения штаба 380-й стрелковой дивизии. В наступательных боях с 3 по 8 декабря 1942 года капитан Плотников лично непосредственно на переднем крае участвует в руководстве и организации связи к штурмовым отрядам в сложных условиях наступательного боя и встречных контратак противника, под сильным артиллерийским и миномётным огнём обеспечил надёжную связь, в результате чего дивизия овладела плацдармом для дальнейшего наступления на южном берегу реки Волги в районе Леоново.
За мужество и отвагу проявленную в боях в этих боях. Приказом № 074 по 30-я армии Западный фронт от 20 декабря 1942 года Плотников был награждён своей первой боевой наградой орденом Красной Звезды.
В 1942 году вступил в ВКП(б).
12 июля 1943 года в ходе Орловской наступательной операции майор Плотников, был послан для выполнения задания по осуществлению главного удара 380 СД силами подчинённого ей 1260-го стрелкового полка. Во время следования встретился с подразделениями противника, оказавшим серьёзное сопротивление продвижению наших частей. Отразив вместе с бойцами две вражеские атаки, Плотников достиг места назначения. Боевые порядки 1260 СП были расстроены, командир полка и находившийся в полку заместитель командира дивизии убиты. Раненый майор Плотников принял командование полком, организовал и привёл в порядок действия полковых подразделений, подготовил их к наступлению, которое лично возглавил, в результате полк овладел сильно укреплённым пунктом противника.
Приказом № 52/н по 3-й армии от 18 июля 1943 года Плотников награждён орденом Красного Знамени.
В июле 1943 года майор Плотников назначен командиром 1260-го стрелкового полка 380-й стрелковой дивизии. Участвовал в Брянской, Гомельско-Речицкой операциях.
27 июня 1944 года, участвуя в Могилёвской операции, 27-летний подполковник Плотников, командуя 1260 СП, при преследовании отступающего противника с ходу на подручных средствах форсировал реку Днепр, внезапной и решительной атакой овладел плацдармом на западном берегу, расширил его и продолжал преследовать противника, умело применяя тактику обходных манёвров и ударов с тыла, благодаря чему противник понёс большие потери в живой силе и технике, также были захвачены пленные и трофеи.
25 июля 1944 года приказом № 0131 по 2-му Белорусскому фронту награждён орденом Кутузова 3-й степени.
В июле 1944 года подполковник Плотников со своим 1260-м полком провёл успешное наступление по ликвидации окружённой вражеской группировки восточнее Минска. Преследуя противника, на рубеже реки Свислочь встретил упорное сопротивление противника. Благодаря хорошему взаимодействию огневых средств полка с приданной артиллерией оборона врага была прорвана, а река Свислочь успешно форсирована. Противнику был нанесён ощутимый урон в живой силе и технике. Подразделения вверенного Плотникову полка в течение суток оттеснили вражеские войска на 35 километров.
Приказом по 49-й армии № 080 от 7 августа 1944 года подполковник Плотников награждён своим вторым орденом Красного Знамени.
В сентябре 1944 года стрелковый полк Плотникова при взятии города Ломжа в течение трёх дней боёв нанёс противнику большие потери в живой силе и технике.
27 сентября 1944 года приказом по 49-й армии № 0110 Плотников награждён орденом Александра Невского.
В феврале 1945 года в боях по овладению Восточной Пруссией хорошо подготовил личный состав 1260-го стрелкового полка и организовал боевую операцию по прорыву сильно укреплённой обороны противника на рубеже Глебо-Еглеевец, умело организовал взаимодействие своих и приданных ему огневых средств поддержки и прорвал оборону противника, нанеся ему большие потери. Плотников также умело обеспечил форсирование полком реки Омулев.
Приказом по 49-й армии № 03 от 5 февраля 1945 года командир 1260 СП Плотников награждён орденом Отечественной войны 1-й степени.
В марте 1945 года подполковник Плотников, командуя 1260-м стрелковым полком, вёл боевые действия на острие ударной группировки 2-го Белорусского фронта, рассекающей окружённую в Данциге и Гдыне приморскую группировку немецко-фашистских войск. Отбивая многочисленные контратаки и преодолевая сложную систему крепостных сооружений, полк овладел приморским городом Сопот, рассёк надвое окружённую группировку противника и в тяжёлых наступательных боях первым вышел к Балтийскому морю. Благодаря храбрым и смелым действиям, дерзости, отваге и героизму лично Плотникова его стрелковый полк форсировал реку Висла, в результате чего 30 марта 1945 года город Данциг — крупный промышленный центр, военно-морская база и крепость — был освобождён от немецко-фашистских захватчиков. Сам Плотников, несмотря на ледяную температуру воды, бросился вместе с солдатами в реку Висла и лично под пулемётным огнём противника форсировал реку, подавая пример мужества и героизма. На захваченном плацдарме при внезапном прорыве танков противника к наблюдательному пункту Плотников, рискуя жизнью, лично броском противотанковой гранаты подорвал передовой танк врага и предотвратил дальнейший прорыв противника. В этих боях полком захвачено у противника 49 орудий, 250 автомашин, 290 вагонов с военным имуществом и много других трофеев. Взято в плен 159 немецких солдат и офицеров и освобождено более 4000 советских граждан и военнопленных союзных государств.

Из воспоминаний Плотникова П. М.:
1944 год, овеянный дыханием близкой уже победы, запомнился мне участием 380-й дивизии в Белорусской операции. В ходе этой операции нашему полку пришлось участвовать в освобождении столицы Белоруссии — Минска. Это было 3 июля. Теперь Белоруссия отмечает этот день как самый дорогой национальный праздник.
Полк участвовал в окружении под Минском большой группировки немецко-фашистских войск. Именно из неё были взяты те немцы, что затем прошли почти в стотысячной колонне военнопленных для показа москвичам, народу. А за ними смывали их следы поливальные машины, чтоб никогда больше не топтали нашу землю чужие сапоги.
Наш 1260-й полк участвовал в форсировании реки Вислы. Это яркая страница в боевых действиях полка. Перед нами, на том берегу, лежала униженная и истерзанная оккупантами Польша. Отсюда до самой Германии было не так уж и далеко. Немцы изо всех сил старались помешать нам форсировать реку, широкую и глубокую. Помню, как после форсирования Вислы они со своего плацдарма бросили в контратаку конницу. И по головам многих наших солдат, сидящих в окопах, проскакали кони немцев, в том числе и через наблюдательный пункт полка. Но мы чудом остались в живых и даже удержали плацдарм. Так что конница, вопреки расхожему мнению, сыграла свою роль в той механизированной войне.
Особо памятны действия в Померании в марте 1945 года, когда мы громили фашистские войска в городах Данциг (так называли славянский Гданьск немецкие захватчики) и Гдыня. Немцами здесь были созданы исключительно мощные укреплённые оборонительные рубежи с многочисленными дотами, бронированными колпаками, с тысячами противопехотных и противотанковых мин, заграждениями из колючей проволоки. Операция наших войск заключалась в том, чтобы вначале разрезать приморскую группировку противника на две части, а затем уничтожить их одну за другой.
Накануне наступления меня в числе других офицеров вызвали к командующему 2-м Белорусским фронтом маршалу Рокоссовскому. На столе лежала карта с замыслом операции. Константин Константинович, рассказав о важности и вероятных трудностях операции, обращаясь ко мне, сказал:
— Подполковник Плотников! Вы видите вот эту красную стрелу, направленную на Балтийское море и рассекающую Данцигско-Гдыньскую группировку противника? На острие этой стрелы находится вверенный вам полк. Операция весьма зависит от действий 380-й дивизии и особенно от действия вашего полка. Овладеете городом Сопот, выйдите к Балтийскому морю и пришлите мне в бутылке воды из Балтийского моря.
Моему полку придавался танковый батальон из танковой бригады, и мы организовали взаимодействие с начальником штаба этой бригады, тогда майором, В. Н. Куликовым, впоследствии Маршалом Советского Союза, бывшим начальником штаба Советских Вооружённых Сил.
После многочисленных тяжёлых боев бутылка балтийской воды была послана маршалу Рокоссовскому. Впоследствии я жалел, что ничего другого не присовокупил к этой бутылке. Ведь на войне бывают и трофеи, в том числе — весёлые, забавные, «с градусами».
Но я почему-то постеснялся. А главное, я думал тогда о другом: что эта победа — выход к Балтийскому морю — была продолжением первого салюта в Орле в честь освобождения моего родного края. Мой полк выполнил поставленную задачу.
Но с победами, как правило, связаны большие жертвы. Особенно тяжелы были потери в этих боях. Погибли начальник артиллерии полка майор Степанов и командир 3-го батальона майор Кузьмин. Это были самые опытные из моих офицеров, мы много прошли вместе. И я долго не мог прийти в себя после этого.
В 1975 году, в год 30-летия освобождения города Гданьска, мне довелось, как его Почётному гражданину, побывать в городах Сопот, Олива, посмотреть места боевых действий. Изменения, конечно, произошли колоссальные. Выросли новые микрорайоны, огромный судостроительный завод. Все эти города благоустроены. Жители их тогда, в 70-е годы, ещё хорошо помнили и чтили освободителей города — советских воинов.
…После Померанской операции 380-я стрелковая дивизия в апреле была переброшена на реку Одер, южнее города Штеттин, где ещё упорно оборонялись немцы. Мы успешно форсировали Одер. Очень жаль, что после этого мне не пришлось продолжать боевой путь: я был в третий раз, на этот раз тяжело, ранен и 30 апреля 1945 года отправлен на излечение в госпиталь.
Свой боевой путь дивизия наша продолжала ещё девять дней — до 9 мая 1945 года. А после завершения боевых действий 380-я Орловская дивизия была расформирована. С радостью Победы и с болью разлуки разъезжались по домам боевые орлы (как мы с гордостью называли тогда друг друга).
— Опубликовано на сайте Курской книги памяти.
29 июня 1945 года указом Президиума Верховного Совета СССР за образцовое выполнение боевых заданий командования на фронте борьбы с немецко-фашистскими захватчиками и проявленные при этом мужество и героизм подполковнику Плотникову Павлу Михайловичу было присвоено звание Героя Советского Союза с вручением ордена Ленина и медали «Золотая Звезда»

### После войны
В 1948 году окончил Военную академию имени М. В. Фрунзе. С ноября 1948 года служил командиром 290-го гвардейского стрелкового полка 95-й гвардейской стрелковой дивизии (в Центральной группе войск, Австрия).
В июне 1950 года был зачислен в распоряжение 10-го отдела Генерального штаба (отдел международного военного сотрудничества), и с этого времени по октябрь 1951 года участвует в Корейской войне на должностях военного советника командира дивизии и военного советника начальника штаба армии.
С января 1952 года — преподаватель, а в июне — ноябре 1953 года — старший преподаватель общей тактики в Военно-юридической академии.
В 1955 году окончил Высшую военную академию имени К. Е. Ворошилова. С ноября 1955 года служил заместителем командира 6-й стрелковой дивизии (вскоре переименована в 60-ю мотострелковую дивизию), с августа 1957 года — командиром 2-й гвардейской мотострелковой дивизии в Закавказском военном округе (штаб дивизии находился в Тбилиси).
С декабря 1960 года — заместитель, а с июля 1963 года — 1-й заместитель начальника штаба Туркестанского военного округа.
С февраля 1964 года — командир 1-го армейского корпуса (в Туркестанском военном округе).
С декабря 1965 года — заместитель командующего войсками Прикарпатского военного округа. В качестве руководителя советских войск участвовал в учениях Варшавского Договора «Влтава» на территории Чехословакии.
С июля 1967 года — первый заместитель командующего Дальневосточного военного округа.
В 1968 году окончил Высшие академические курсы при Военной академии Генерального штаба.
В марте 1969 года руководил военными мероприятиями советско-китайского вооружённого конфликта в районе острова о. Даманский на реке Уссури.
С декабря 1969 года — заместитель генерал-инспектора сухопутных войск в Главной инспекции Министерства обороны СССР.
С января 1984 года — консультант в Военной академии имени М. В. Фрунзе.
С декабря 1986 года генерал-лейтенант Плотников в отставке. Жил в Москве.
Умер 26 июня 2015 года. Похоронен на Троекуровском кладбище в Москве.

## Воинские звания
- Лейтенант (25.07.1941)
- Старший лейтенант (27.05.1942)
- Капитан (16.09.1942)
- Майор (20.01.1943)
- Подполковник (23.10.1943)
- Полковник (24.01.1950)
- Генерал-майор (7.05.1960)
- Генерал-лейтенант (16.06.1965)

## Награды
- Медаль «Золотая Звезда» Героя Советского Союза № 7481 (29.06.1945);
- орден Ленина № 50107 (29.06.1945);
- три ордена Красного Знамени (18.07.1943, 07.08.1944, 21.03.1969[3]);
- Орден Кутузова 3-й степени (25.07.1944);
- орден Александра Невского (27.09.1944);
- два ордена Отечественной войны 1-й степени (05.02.1945, 06.04.1985[4]);
- орден Трудового Красного Знамени (16.02.1982);
- два ордена Красной Звезды (21.12.1942, 26.10.1955[5]);
- Орден «За службу Родине в Вооружённых Силах СССР» 3-й степени (30.04.1975);
- медали, в том числе:
  - медаль Жукова;
  - медаль «За боевые заслуги» (15.11.1950[5]);
  - юбилейная медаль «За доблестный труд (За воинскую доблесть). В ознаменование 100-летия со дня рождения Владимира Ильича Ленина»;
  - медаль «За победу над Германией в Великой Отечественной войне 1941—1945 гг.»;
  - медаль «Ветеран Вооружённых Сил СССР»;
  - медаль «За укрепление боевого содружества»;
  - медаль «За безупречную службу» 1-й степени.

Других государств
- Золотой Крест Заслуги (ПНР, 06.10.1973).

## Почётный гражданин
Плотников Павел Михайлович был избран почётным гражданином города Гданьск.

## Память
- Имя Героя высечено золотыми буквами в зале Славы Центрального музея Великой Отечественной войны в Парке Победы города Москвы.